# Paramount on Parade
Paramount on Parade (prt: Paramount em Gala; bra: Paramount em Grande Gala) é um filme musical pré-code americano de 1930, lançado pela Paramount Pictures, com a colaboração de vários diretores, supervisionados pela cantora, atriz e compositora Elsie Janis.
No elenco também se incluía a maioria das estrelas do estúdio, como: Jean Arthur, Richard Arlen, Clara Bow, Evelyn Brent, Charles "Buddy" Rogers, Jack Oakie, Helen Kane, Maurice Chevalier, Nancy Carroll, George Bancroft, Kay Francis, Richard "Skeets" Gallagher, Gary Cooper, Fay Wray, Lillian Roth, entre outros.

## Enredo
Em vinte segmentos individuais, paródias, coreografias de dança, números vocais e esquetes são realizados, entonados e encenados pelos melhores atores da Paramount Pictures na época.

## Produção
Paramount on Parade foi lançado em 22 de abril de 1930, como resposta da Paramount para os filmes com o elenco apenas de estrelas dos respectivos estúdios como Hollywood Revue of 1929 da Metro-Goldwyn-Mayer, The Show of Shows da Warner Brothers e King of Jazz da Universal Studios. As gravações começaram em 19 de agosto de 1929 e terminaram em 19 de fevereiro de 1930.
Um esquadrão de onze diretores estava no dever de dirigir os quase 50 atores nas sequências individuais. O mais famoso deles, Ernst Lubitsch, filmou o segmento "Origin of the Apache" com Maurice Chevalier, que foi particularmente bem recebido pelos críticos. Ambos já haviam colaborado no filme Love Parade, comemorando um sucesso irresistível. O filme teve a participação de quase todas as estrelas da Paramount, exceto Claudette Colbert e os Irmãos Marx - Colbert tornou-se uma estrela em maio de 1930 com o lançamento de The Big Pond, também com Chevalier e também com uma versão em francês.

## Lista de sequências
- "Title Sequence" e créditos com Kay Francis e George Bancroft (Imagens perdidas; Somente o som sobrevive).
- "Showgirls on Parade" com Mitzi Mayfair (Imagens perdidas em Technicolor; Somente o som sobrevive).
- "We're the Masters of Ceremony" Jack Oakie, Richard "Skeets" Gallagher e Leon Errol se apresentam como mestres de cerimônia do filme.
- "Love Time" com Buddy Rogers e Lillian Roth.
- "Murder Will Out" com William Powell, Clive Brook, Warner Oland, Eugene Pallette e Jack Oakie.
- "Origin of the Apache" Maurice Chevalier e Evelyn Brent fazem uma paródia de uma dança apática.
- "Song of the Gondolier" Nino Martini canta "Come Back to Sorrento" (Technicolor; cópia completa).
- "In a Hospital" Leon Errol e David Newell.
- "In a Girl's Gym" Jack Oakie e Zelma O'Neal.
- "The Toreador" Kay Francis e Harry Green (como Isadore o Toreador) parodiam Carmen (Technicolor; cópia completa).
- "The Montmartre Girl" Ruth Chatterton, Stu Erwin e Fredric March.
- "Park in Paris" Maurice Chevalier
- "Mitzi Herself" Mitzi Green
- "The Schoolroom" Helen Kane, Mitzi Green. Kane canta "What Did Cleopatra Say?" para sua classe.
- "The Gallows Song" Skeets Gallagher e Dennis King (Imagens em Technicolor sobrevivem; Som perdido, as cópias atuais usam a gravação comercial da música de King.)
- "Dance Mad" Nancy Carroll e Abe Lyman's Band
- "Dream Girl" Richard Arlen, Jean Arthur, Mary Brian, James Hall, Gary Cooper e Fay Wray cantam "Let Us Drink To The Girl Of My Dreams" (Imagens em Technicolor sobrevivem; Som perdido).
- "A Ruiva" Clara Bow e 42 marinheiros cantam "True to the Navy".
- "Impulses" George Bancroft, Kay Francis e Cecil Cunningham
- "Rainbow Revels", final com Chevalier e coro feminino (incluindo Iris Adrian e Virginia Bruce) cantando "Sweeping the Clouds Away" (Technicolor; cópias sobreviventes apenas em preto e branco).